# Punk's Not Red
Col nome di Punk's Not Red si identificano i punk autodefinitisi "apolitici" ma con forti tendenze nazionaliste e, in alcuni casi ma non in tutta la cultura dei Punk's not Red, razziste, relazionati in molti casi ai nazi punk, anche se alcuni non si definiscono esplicitamente di idee estremiste.
Il nome del movimento deriva da una storpiatura del motto "Punk's Not Dead" promosso in origine dal gruppo hardcore/street punk degli Exploited, e che dava il titolo anche al loro debut album del 1981.
Spesso viene usato il termine "RAC" (Rock Against Communism), per definire questo genere di band, anche se il termine RAC è generalmente più legato alla sottocultura degli Skin88 piuttosto che a quella nazi punk.
Le band più famose che hanno portato alla ribalta il movimento sono state quelle degli svedesi Midgårds Söner e The Jinx assieme ai belgi Kill Baby, Kill! con la canzone dall'inequivocabile titolo Punk's Not Red.